# Убийца из прошлого
«Убийца из прошлого» (англ. Milo; дословный перевод — Майло) — фильм ужасов 1998 года, дебютная работа режиссёра Паскаля Франко. Съёмки проводились в городе Уиттьер, округ Лос-Анджелес, Калифорния.
Слоган фильма — «Помните, Джейсон и Фредди тоже были детьми» (англ. Remember, Jason and Freddy were kids once too).

## Сюжет
В небольшом американском провинциальном городке, пятеро маленьких девочек-одноклассниц едут кататься на велосипеде с загадочным мальчиком в жёлтом дождевике по имени Майло. К вечеру они добираются до дома Майло, где он показывает им банки с эмбрионами людей (отец Майло работает врачом-гинекологом и зачем-то приносит их домой), а взамен требует одну из девочек, Мэй, «пройти обследование». Когда она ложится на кушетку, Майло убивает её ударом скальпеля и набрасывается на остальных.
Проходит шестнадцать лет. Школьная учительница из Чикаго Клэр Маллинс получает письмо с приглашением на свадьбу и билетом на самолёт от своей подруги детства Рут Спир. Клэр приезжает в родной город, где должна состояться церемония, но узнаёт, что накануне её приезда Рут попала в аварию и погибла. Об этом ей сообщают Эбигейл и Мэриен. Все они — те самые девочки, 16 лет назад повстречавшие Майло.
Клэр устраивается на работу в местную школу, заменяя Рут, которая также была учительницей. Во время урока в младшем классе, она видит в окне Майло. Он выглядит так же, как и в день убийства Мэй: маленький мальчик в жёлтом дождевике. На перемене Майло даёт одному из учеников Эвану, детскую фотографию Клэр, который тот отдаёт своей учительнице, а через некоторое время Клэр вновь видит самого ребёнка-маньяка. Она встречается с Эбигейл и рассказывает об увиденном, но та отвечает, что этого не может быть, ведь Майло утонул в реке. После чаепития Клэр уходит домой, а Эбигейл, оставшись одна, становится жертвой убийцы.
К Клэр наведывается полицейские и рассказывают об исчезновении Эбигейл. Клэр делится своими подозрениями с Мэриен, но та тоже ей не верит, считая, что у неё нервный срыв. Клэр отправляется на работу, где её пугает Эван, одевшийся в такой же жёлтый дождевой плащ, как и у Майло. Он так же ехал на велосипеде и точно так же вставил колоду карт в спицы колес, из-за которых издаётся характерный звук при езде. Через некоторое время Майло появляется в школьном коридоре и нападает на Клэр, пытаясь её задушить, после чего она падает в обморок. Мэриен приезжает за ней на машине и предлагает посетить врача (имея в виду психолога), на что Клэр соглашается и сама указывает дорогу. В итоге, они приезжают к доктору Джедеру, отцу Майло. Тот рассказывает, что его сын давно мёртв и показывает могилу.
Возвращаясь домой, Клэр и Мэриен подвергаются нападению мальчика и Мэриен исчезает, оставив после себя лишь лужу крови. Клэр идёт в полицейский участок, но лейтенант Паркер, расследующий дело, не верит ей и более того, считает главной подозреваемой. Она возвращается в школу, где узнаёт, что школьный автобус с детьми попал в аварию, но никто не пострадал. Клэр понимает, что Майло теперь представляет опасность для её класса и просит Эвана избегать Майло, так как часто видит их вместе.
Клэр приглашает в школу доктора Джедера, чтобы обсудить с ним исчезновение её подруг, как вдруг кто-то выключает во всём здании электричество. В коридоре Майло нападает на уборщика и ранит его ножом. Джедер предлагает как врач оказать ему первую помощь в своей клинике, так как уборщик не доживёт до больницы. В клинике выясняется, что Майло — это абортированный плод, выращенный Джедером в специальном инкубаторе. Вскоре они все подвергаются нападению маньяка, который убивает «отца» и едва не расправляется с Клэр. Уборщик ценой собственной жизни спасает её и топит Майло в ванной. Но и это его не останавливает: когда Клэр спускается  в подвал и обнаруживает там трупы Мэриен и Эбигейл, маньяк возвращается к жизни и в последний раз на неё нападает. Учительнице удаётся сбежать, перед этим пробив его насквозь куском острой доски.
В конце фильма показано, как новый школьный уборщик оттирает надпись на стене «Здесь был Майло», на фоне чего слышится злобный смех.

## В ролях
- Дженнифер Джостин — Клэр Маллинс
- Эшер Метчик — Майло Джедер
- Пола Кейл — Мэриен
- Ричард Портноу — лейтенант полиции Паркер
- Антонио Фаргас — мистер Келсо, школьный уборщик
- Уолтер Олкевич — директор школы Джек Уайатт
- Винсент Скьявелли — доктор Мэттью Джедер, отец Майло
- Мила Кунис — Мэртис, ученица младших классов
- Рэй'Вен Ларримор Келли  — Кендра, ученица младших классов
- Джордан Уоркол — Эван, ученик младших классов
- Майа Маклафлин — Эбигейл Скотт
- Кристел Халил — Клэр Маллинс в детстве